# Antonio Ordóñez

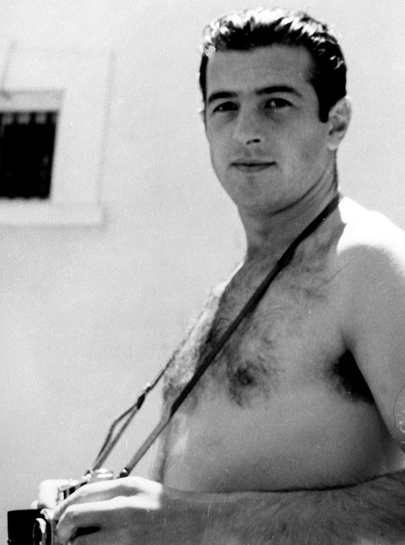
Antonio Ordóñez in Málaga (1959)

Antonio Ordóñez Araujo (Ronda, 16 februari 1932 - Sevilla, 19 december 1998) was een Spaans torero.

## Biografie
Antonio Ordóñez was de derde van vijf kinderen van de beroemde matador Cayetano Ordóñez, die als bijnaam "El Niño de la Palma" (Het kind van de Palma -de schoenenwinkel van zijn ouders-) had. Net als zijn vader, was ook Antonio een grote inspiratiebron voor de Amerikaanse schrijver Ernest Hemingway die jarenlang in Ronda woonde en eraan verknocht was geraakt. Hemingway werd door de familie Ordóñez liefkozend "Papa Ernesto" genoemd. Antonio onderhield ook een vriendschappelijke band met de filmregisseur Orson Welles die zo ver ging dat de as van Welles op het veld van Ordóñez uitgestrooid werd.
In 1962 won Ordóñez een prijs als zeer getalenteerde torero en hij werd ook een van de beheerders van de plaza de toros van Ronda, de oudste van Spanje. Antonio trouwde tweemaal, voor de eerste keer met Carmina Dominguín, de dochter van de torero Domingo Dominguín en met haar kreeg hij twee kinderen. Zijn tweede vrouw heette Pilar Ordóñez.
Ordóñez was erg actief in Ronda en organiseerde de "feesten van Goya", ter ere van de Spaanse schilder Francisco Goya, waarvoor hij in 1995 een Franse onderscheiding ontving. De Spaanse regering reikte hem postuum ook de "Medalla de Oro al Mérito en el Trabajo", de gouden medaille voor de verdiensten in zijn werk.
Ordóñez overleed aan kanker in Sevilla.
Twee van Ordóñez afstammende torero's leefden voort: zijn twee kleinkinderen Francisco Rivera Ordóñez en Cayetano Rivera. Dit zijn beiden kinderen van zijn dochter Carmina Ordóñez en haar eerste man, de matador Francisco Rivera "Paquirri".

## Stierenvechterskunsten
Antonio Ordóñez geldt als een buitengewoon bekwaam stierenvechter, die een zeer orthodoxe zuivere stijl had. Hij was een tijdgenoot van andere grote torero's zoals El Cordobés, maar Antonio werd zeer bewonderd. Zijn sportieve rivaliteit met Luis Miguel Dominguín, zijn schoonbroer, was een van de grootste successen van het 20e-eeuwse stierenvechten.
Ordóñez debuteerde al in 1948 en werd beëdigd op 28 juni 1951 in Las Ventas, de arena van Madrid. In 1954 organiseerde hij ter gelegenheid van de 200e verjaardag van de legendarische stadgenoot van Antonio, Pedro Romero, zijn eerste Goya-feest. Ordóñez kende vele hoogtepunten in zijn carrière, waaronder een optreden bij de San Fermín-feesten van 1962 in Pamplona. In 1968 trok hij zich terug en kwam in 1981 nog kort terug in de arena.